# Пещера имени Копчинского
Пещера имени Копчинского, Пещера Копчинского, (КН 575-2) — карстовая пещера вертикального типа (шахта) на плато горного массива Демерджи-яйла в Крыму. Относится к Горно-Крымской карстовой области.

## Описание
Относится к Горно-Крымской карстовой области, Демерджинскому карстовому району. Заложена в верхнеюрских известняках. Кадастровый номер пещеры — 575-2.  Вертикального типа, глубина 150 м, длина 165 м, категория сложности 2А.
Названа спелеологами клуба «Бездна» в память об исследователе пещер Крыма и Кавказа Олеге Романовиче Копчинском (1962–1988), погибшем в шахте Богуминская на Кавказе.